# Heterarmia lenticularia
Heterarmia lenticularia là một loài bướm đêm trong họ Geometridae.